# Castelnau-Valence
Pour les articles homonymes, voir Castelnau et Valence.
Castelnau-Valence est une commune française située dans le centre du département du Gard, en région Occitanie.
Exposée à un climat méditerranéen, elle est drainée par Valat de la Dame et par divers autres petits cours d'eau. La commune possède un patrimoine naturel remarquable composé d'une zone naturelle d'intérêt écologique, faunistique et floristique.
Castelnau-Valence est une commune rurale qui compte 482 habitants en 2022, après avoir connu une forte hausse de la population depuis 1975. Elle fait partie de l'aire d'attraction de Nîmes. Ses habitants sont appelés les Castelnovans ou Castelnovanes.

## Géographie

### Localisation
Le village est situé entre Alès (21 km) et Nîmes (27 km), dans un paysage de garrigues.
La commune dépend administrativement de l'arrondissement d'Alès et du canton d'Alès-3.
| Saint-Césaire-de-Gauzignan | Saint-Maurice-de-Cazevieille |              |
| Brignon                    | Castelnau-Valence            | Collorgues   |
|                            | Moussac                      | Saint-Dézéry |

### Climat
Pour des articles plus généraux, voir Climat de l'Occitanie et Climat du Gard.
En 2010, le climat de la commune est de type climat méditerranéen franc, selon une étude s'appuyant sur une série de données couvrant la période 1971-2000. En 2020, Météo-France publie une typologie des climats de la France métropolitaine dans laquelle la commune est exposée à un climat méditerranéen et est dans la région climatique Provence, Languedoc-Roussillon, caractérisée par une pluviométrie faible en été, un très bon ensoleillement (2 600 h/an), un été chaud (21,5 °C), un air très sec en été, sec en toutes saisons, des vents forts (fréquence de 40 à 50 % de vents > 5 m/s) et peu de brouillards.
Pour la période 1971-2000, la température annuelle moyenne est de 13,6 °C, avec une amplitude thermique annuelle de 17 °C. Le cumul annuel moyen de précipitations est de 855 mm, avec 6,5 jours de précipitations en janvier et 3,1 jours en juillet. Pour la période 1991-2020, la température moyenne annuelle observée sur la station météorologique la plus proche, située sur la commune de La Rouvière à 9 km à vol d'oiseau, est de 14,5 °C et le cumul annuel moyen de précipitations est de 914,4 mm,. Pour l'avenir, les paramètres climatiques de la commune estimés pour 2050 selon différents scénarios d’émission de gaz à effet de serre sont consultables sur un site dédié publié par Météo-France en novembre 2022.

### Milieux naturels et biodiversité

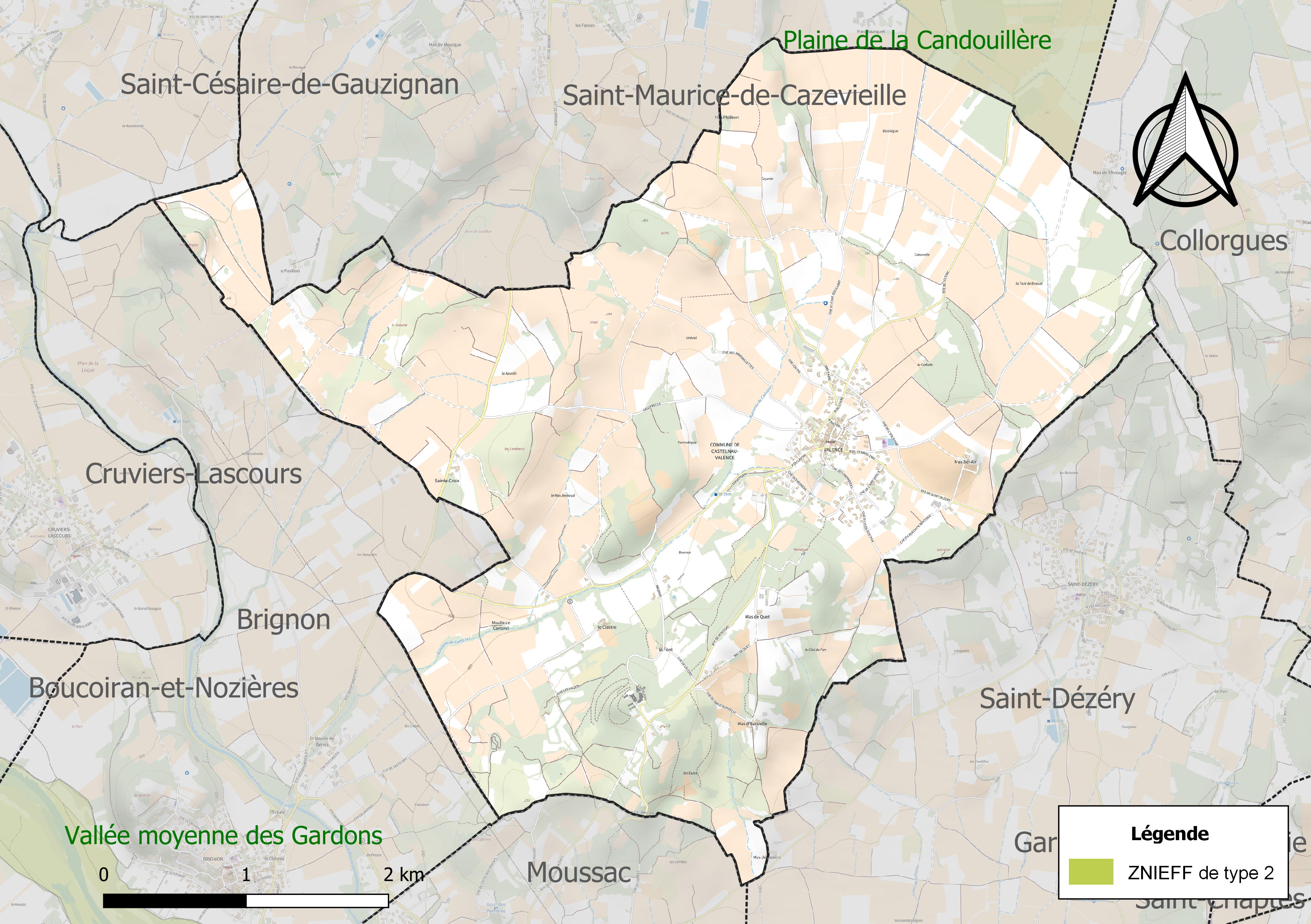
Carte de la ZNIEFF de type 2 localisée sur la commune.

L’inventaire des zones naturelles d'intérêt écologique, faunistique et floristique (ZNIEFF) a pour objectif de réaliser une couverture des zones les plus intéressantes sur le plan écologique, essentiellement dans la perspective d’améliorer la connaissance du patrimoine naturel national et de fournir aux différents décideurs un outil d’aide à la prise en compte de l’environnement dans l’aménagement du territoire.
Une ZNIEFF de type 2 est recensée sur la commune :
la « plaine de la Candouillère » (215 ha), couvrant 2 communes du département.

## Urbanisme

### Typologie
Au 1er janvier 2024, Castelnau-Valence est catégorisée commune rurale à habitat dispersé, selon la nouvelle grille communale de densité à sept niveaux définie par l'Insee en 2022.
Elle est située hors unité urbaine. Par ailleurs la commune fait partie de l'aire d'attraction de Nîmes, dont elle est une commune de la couronne,. Cette aire, qui regroupe 92 communes, est catégorisée dans les aires de 200 000 à moins de 700 000 habitants,.

### Occupation des sols
L'occupation des sols de la commune, telle qu'elle ressort de la base de données européenne d’occupation biophysique des sols Corine Land Cover (CLC), est marquée par l'importance des territoires agricoles (89,9 % en 2018), en diminution par rapport à 1990 (93,6 %). La répartition détaillée en 2018 est la suivante :
cultures permanentes (73,3 %), zones agricoles hétérogènes (16,6 %), zones urbanisées (3,8 %), milieux à végétation arbustive et/ou herbacée (3,6 %), forêts (2,8 %). L'évolution de l’occupation des sols de la commune et de ses infrastructures peut être observée sur les différentes représentations cartographiques du territoire : la carte de Cassini (XVIIIe siècle), la carte d'état-major (1820-1866) et les cartes ou photos aériennes de l'IGN pour la période actuelle (1950 à aujourd'hui).

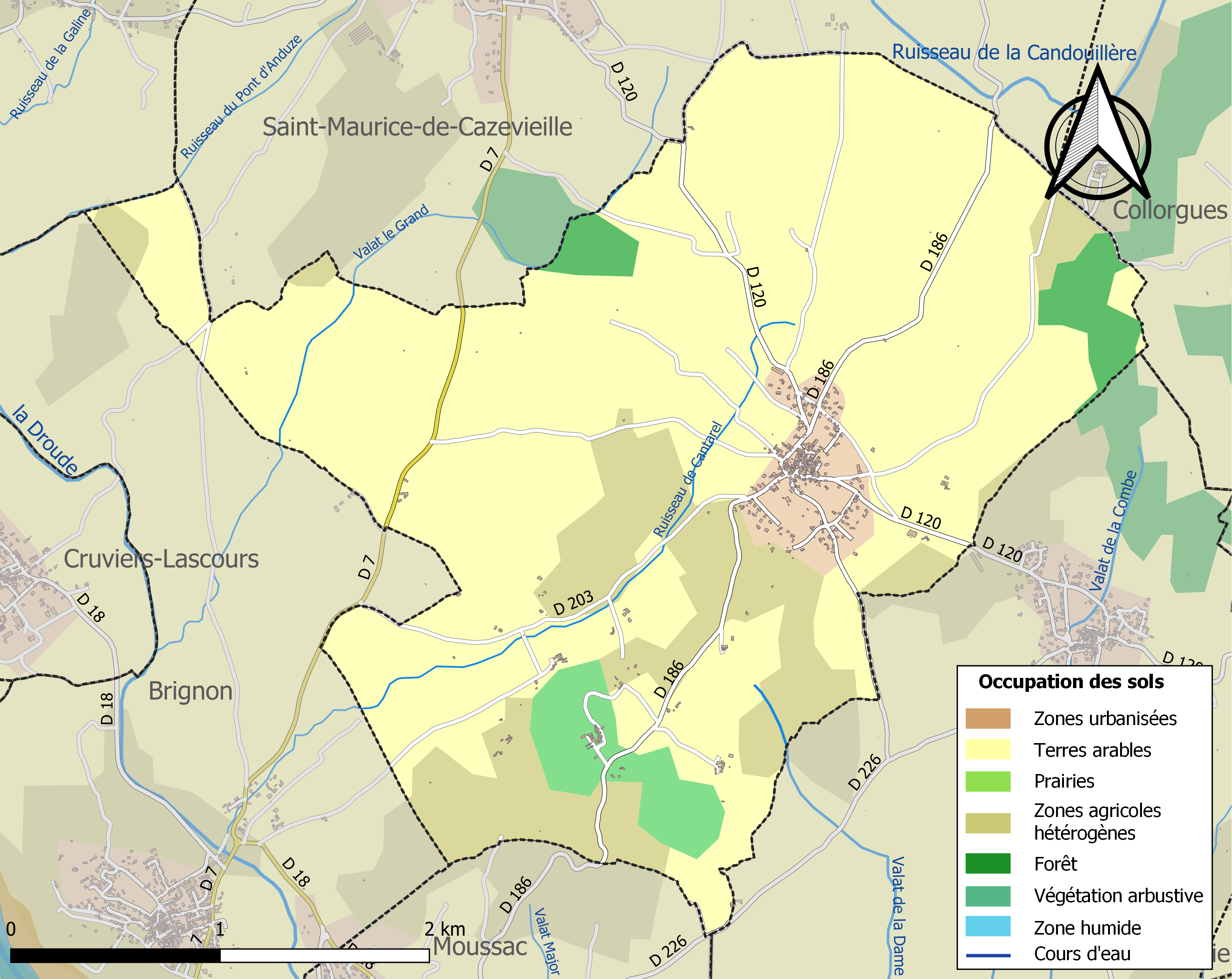
Carte des infrastructures et de l'occupation des sols de la commune en 2018 (CLC).

### Risques majeurs
Le territoire de la commune de Castelnau-Valence est vulnérable à différents aléas naturels : météorologiques (tempête, orage, neige, grand froid, canicule ou sécheresse), inondations, feux de forêts et séisme (sismicité faible). Il est également exposé à un risque technologique, le transport de matières dangereuses. Un site publié par le BRGM permet d'évaluer simplement et rapidement les risques d'un bien localisé soit par son adresse soit par le numéro de sa parcelle.

#### Risques naturels
Certaines parties du territoire communal sont susceptibles d’être affectées par le risque d’inondation par débordement de cours d'eau et par une crue torrentielle ou à montée rapide de cours d'eau, notamment La commune a été reconnue en état de catastrophe naturelle au titre des dommages causés par les inondations et coulées de boue survenues en 1982, 1997, 1998, 2001, 2002 et 2010,.

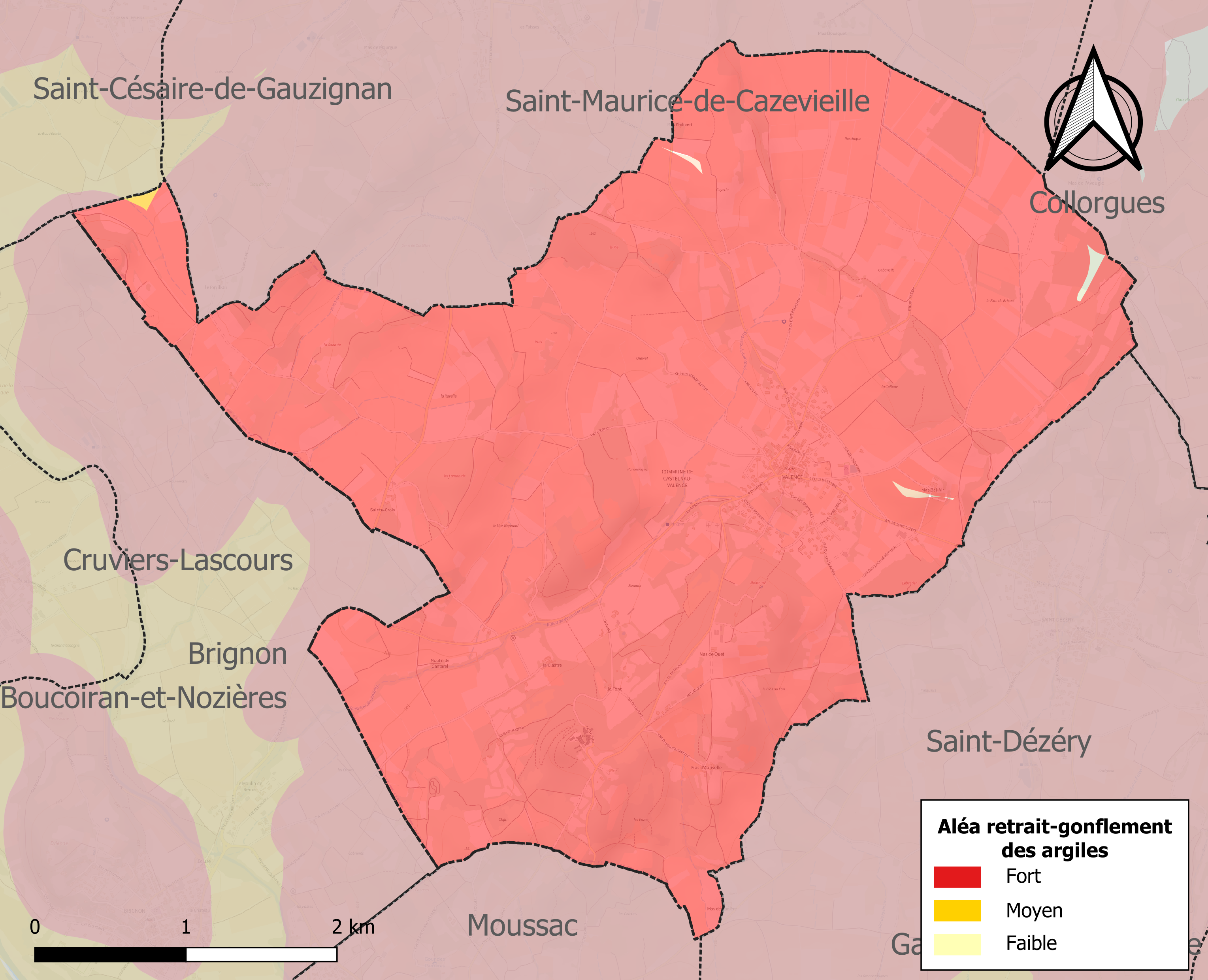
Carte des zones d'aléa retrait-gonflement des sols argileux de Castelnau-Valence.

Le retrait-gonflement des sols argileux est susceptible d'engendrer des dommages importants aux bâtiments en cas d’alternance de périodes de sécheresse et de pluie. 99,8 % de la superficie communale est en aléa moyen ou fort (67,5 % au niveau départemental et 48,5 % au niveau national). Sur les 226 bâtiments dénombrés sur la commune en 2019, 226 sont en aléa moyen ou fort, soit 100 %, à comparer aux 90 % au niveau départemental et 54 % au niveau national. Une cartographie de l'exposition du territoire national au retrait gonflement des sols argileux est disponible sur le site du BRGM,.
Par ailleurs, afin de mieux appréhender le risque d’affaissement de terrain, l'inventaire national des cavités souterraines permet de localiser celles situées sur la commune.

#### Risques technologiques
Le risque de transport de matières dangereuses sur la commune est lié à sa traversée par des infrastructures routières ou ferroviaires importantes ou la présence d'une canalisation de transport d'hydrocarbures. Un accident se produisant sur de telles infrastructures est en effet susceptible d’avoir des effets graves au bâti ou aux personnes jusqu’à 350 m, selon la nature du matériau transporté. Des dispositions d’urbanisme peuvent être préconisées en conséquence.

## Histoire

### Préhistoire
En 1961, Monsieur Meyrueix découvre en labourant une statue-menhir sur le site de la Rosseirone à Castelnau-Valence. Cette statue-menhir masculine est à replacer dans son contexte du Néolithique final (voire chalcolithique), et présente des particularités similaires à celles trouvées dans l'Aveyron, affirmant une parenté avec les statues-menhirs du groupe rouergat.

### Époque moderne
Château de Valence, remarquable architecture d'époque Louis XIII. Ancienne propriété de la famille Galissard de Marignac.

### Révolution française et Empire
Au cours de la Révolution française, la commune de Castelnau porte provisoirement le nom de Belhair-de-la-Garde.

### Époque contemporaine
En 1806, la météorite d'Alais est découverte sur la commune.
La commune est née en 1813 de la fusion des deux communes voisines de Castelnau et de Valence, peuplées respectivement, au recensement de 1806, de 80 et de 232 habitants.

## Politique et administration

### Rattachements électoraux
Pour l'élection des députés, elle fait partie de la quatrième circonscription du GardNeutralisation.

### Liste des maires
| Période                                  | Période  | Identité            | Étiquette | Qualité     |
| ---------------------------------------- | -------- | ------------------- | --------- | ----------- |
| 2001                                     | En cours | Christophe Bougarel | UMP-LR    | Agriculteur |
| Les données manquantes sont à compléter. |          |                     |           |             |

## Population et société

### Démographie
L'évolution du nombre d'habitants est connue à travers les recensements de la population effectués dans la commune depuis 1793. Pour les communes de moins de 10 000 habitants, une enquête de recensement portant sur toute la population est réalisée tous les cinq ans, les populations de référence des années intermédiaires étant quant à elles estimées par interpolation ou extrapolation. Pour la commune, le premier recensement exhaustif entrant dans le cadre du nouveau dispositif a été réalisé en 2004.

En 2022, la commune comptait 482 habitants, en évolution de +7,35 % par rapport à 2016 (Gard : +2,97 %, France hors Mayotte : +2,11 %).
| 1793 | 1800 | 1806 | 1821 | 1831 | 1836 | 1841 | 1846 | 1851 |
| ---- | ---- | ---- | ---- | ---- | ---- | ---- | ---- | ---- |
| 87   | 80   | 80   | 277  | 331  | 351  | 360  | 354  | 382  |

| 1856 | 1861 | 1866 | 1872 | 1876 | 1881 | 1886 | 1891 | 1896 |
| ---- | ---- | ---- | ---- | ---- | ---- | ---- | ---- | ---- |
| 353  | 348  | 312  | 309  | 314  | 300  | 282  | 276  | 268  |

| 1901 | 1906 | 1911 | 1921 | 1926 | 1931 | 1936 | 1946 | 1954 |
| ---- | ---- | ---- | ---- | ---- | ---- | ---- | ---- | ---- |
| 274  | 254  | 260  | 226  | 241  | 259  | 247  | 252  | 233  |

| 1962 | 1968 | 1975 | 1982 | 1990 | 1999 | 2004 | 2006 | 2009 |
| ---- | ---- | ---- | ---- | ---- | ---- | ---- | ---- | ---- |
| 247  | 228  | 203  | 256  | 267  | 261  | 291  | 299  | 382  |

| 2014 | 2019 | 2022 | - | - | - | - | - | - |
| ---- | ---- | ---- | - | - | - | - | - | - |
| 435  | 465  | 482  | - | - | - | - | - | - |

La population de Valence, avant la fusion de 1813, fut: 242 en 1793, 217 en 1800, 232 en 1806.

### Enseignement
La ville de Castelnau-Valence a deux écoles primaires. La première, la plus ancienne, ne comporte que deux classes. La seconde, beaucoup plus récente, enseigne toutes les classes de primaire. Il n'y a pas de classe de maternelle. Un projet de cantine scolaire est en cours.

### Manifestations culturelles et festivités
Les fêtes votives sont courantes à Castelnau-Valence en été.

## Économie

### Revenus
En 2018 (données Insee publiées en septembre 2021), la commune compte 174 ménages fiscaux, regroupant 458 personnes. La médiane du revenu disponible par unité de consommation est de 20 310 € (20 020 € dans le département).

### Emploi
|                | 2008   | 2013  | 2018   |
| -------------- | ------ | ----- | ------ |
| Commune        | 9,4 %  | 8,4 % | 10,3 % |
| Département    | 10,6 % | 12 %  | 12 %   |
| France entière | 8,3 %  | 10 %  | 10 %   |

En 2018, la population âgée de 15 à 64 ans s'élève à 288 personnes, parmi lesquelles on compte 78,7 % d'actifs (68,4 % ayant un emploi et 10,3 % de chômeurs) et 21,3 % d'inactifs,. Depuis 2008, le taux de chômage communal (au sens du recensement) des 15-64 ans est inférieur à celui du département, mais supérieur à celui de la France.
La commune fait partie de la couronne de l'aire d'attraction de Nîmes, du fait qu'au moins 15 % des actifs travaillent dans le pôle,. Elle compte 56 emplois en 2018, contre 65 en 2013 et 52 en 2008. Le nombre d'actifs ayant un emploi résidant dans la commune est de 200, soit un indicateur de concentration d'emploi de 27,9 % et un taux d'activité parmi les 15 ans ou plus de 63 %.
Sur ces 200 actifs de 15 ans ou plus ayant un emploi, 41 travaillent dans la commune, soit 20 % des habitants. Pour se rendre au travail, 92,6 % des habitants utilisent un véhicule personnel ou de fonction à quatre roues, 2 % les transports en commun, 3 % s'y rendent en deux-roues, à vélo ou à pied et 2,5 % n'ont pas besoin de transport (travail au domicile).

### Activités hors agriculture

#### Secteurs d'activités
32 établissements sont implantés à Castelnau-Valence au 31 décembre 2019. Le tableau ci-dessous en détaille le nombre par secteur d'activité et compare les ratios avec ceux du département,.
| Secteur d'activité                                                                                        | Commune | Commune | Département |
| Secteur d'activité                                                                                        | Nombre  | %       | %           |
| --- | ------- | ------- | ----------- |
| Ensemble                                                                                                  | 32      |         |             |
| Industrie manufacturière, industries extractives et autres                                                | 6       | 18,8 %  | (7,9 %)     |
| Construction                                                                                              | 8       | 25 %    | (15,5 %)    |
| Commerce de gros et de détail, transports, hébergement et restauration                                    | 9       | 28,1 %  | (30 %)      |
| Activités immobilières                                                                                    | 1       | 3,1 %   | (4,1 %)     |
| Activités spécialisées, scientifiques et techniques et activités de services administratifs et de soutien | 5       | 15,6 %  | (14,9 %)    |
| Administration publique, enseignement, santé humaine et action sociale                                    | 1       | 3,1 %   | (13,5 %)    |
| Autres activités de services                                                                              | 2       | 6,3 %   | (8,8 %)     |

Le secteur du commerce de gros et de détail, des transports, de l'hébergement et de la restauration est prépondérant sur la commune puisqu'il représente 28,1 % du nombre total d'établissements de la commune (9 sur les 32 entreprises implantées à Castelnau-Valence), contre 30 % au niveau départemental.

### Agriculture
La commune est dans les Garrigues, une petite région agricole occupant le centre du département du Gard. En 2020, l'orientation technico-économique de l'agriculture  sur la commune est la viticulture.
|               | 1988 | 2000 | 2010 | 2020 |
| ------------- | ---- | ---- | ---- | ---- |
| Exploitations | 40   | 33   | 27   | 27   |
| SAU (ha)      | 585  | 548  | 577  | 703  |

Le nombre d'exploitations agricoles en activité et ayant leur siège dans la commune est passé de 40 lors du recensement agricole de 1988  à 33 en 2000 puis à 27 en 2010 et enfin à 27 en 2020, soit une baisse de 32 % en 32 ans. Le même mouvement est observé à l'échelle du département qui a perdu pendant cette période 61 % de ses exploitations,. La surface agricole utilisée sur la commune a quant à elle augmenté, passant de 585 ha en 1988 à 703 ha en 2020. Parallèlement la surface agricole utilisée moyenne par exploitation a augmenté, passant de 15 à 26 ha.

### Emploi
La ville ne possède aucun commerce.

### Secteurs d'activités
La seule activité présente dans Castelnau-Valence est la viticulture.

## Culture locale et patrimoine

### Édifices civils
- Château de Castelnau, remarquable architecture médiévale, remaniée au XIXe siècle. Ancienne propriété des Boileau de Castelnau, puis de Valfons. https://www.chateaudecastelnauvalence.com
- Château de Valence, remarquable architecture d'époque Louis XIII. Ancienne propriété de la famille de Bournet puis Galissard de Marignac.

### Édifices religieux
- Temple protestant de Castelnau-Valence.

### Patrimoine culturel
- Château de Castelnau
- Château de Valence

### Personnalités liées à la commune
- Rebecca Hampton[pourquoi ?].
- Pierre Laporte (camisard) dit Rolland est tué au château de Castelnau-Valence le 13 août 1704 à la suite d'une trahison. Son cadavre sera traîné sur la claie, dans la ville de Nîmes.

### Héraldique
| Blason de Castelnau-Valence | Blason  | Deux écus accolés : 1. de sinople au pal losangé d'or et d'azur (Castelnau) 2. de sinople au pal losangé d'or et de gueules (Valence). |
| Blason de Castelnau-Valence | Détails | |